# Volcán Chaitén
El volcán Chaitén  es un volcán chileno del tipo caldera ubicado a 10 km al noreste de la ciudad de Chaitén, capital de la Provincia de Palena, en la Región de Los Lagos. 
El 2 de mayo de 2008 entró en erupción luego de siglos sin actividad, lo que produjo masivas evacuaciones de la población de la ciudad de Chaitén y alrededores.

## Toponimia
El volcán obtiene su nombre del mapudungun chain-chaitun'', "colar en canasto".

## Características

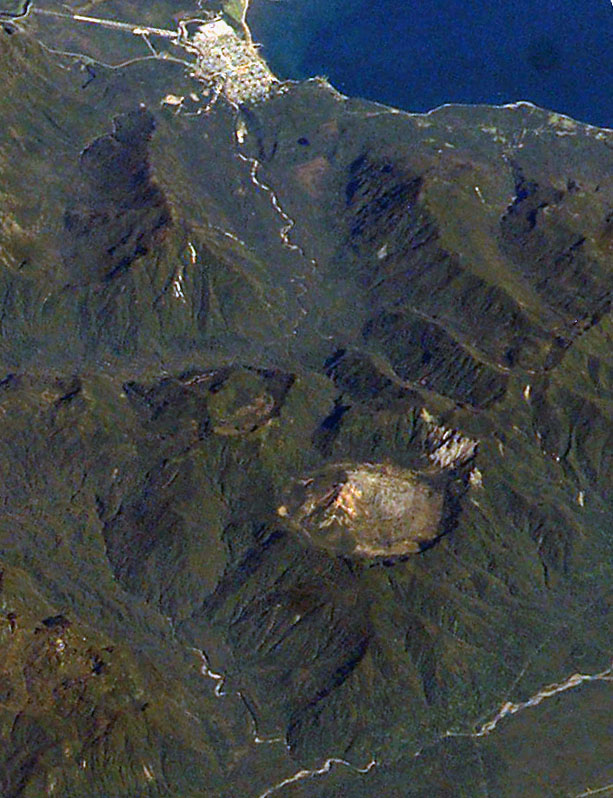
Vista del volcán Chaitén en 2003. Al fondo se ve la ciudad de Chaitén.

Es un pequeño volcán sin glaciares correspondiente a Pleistoceno tardío con una bóveda de lava o caldera de 3 km de diámetro originada en el Holoceno donde se encuentra un domo de lava riolítico formado hace miles de años en alguna erupción junto a dos pequeñas lagunas en el sector norte y oeste.y sur
Antiguamente, la zona era poblada por pueblos indígenas que usaban material del domo de lava del volcán como materia prima para sus artefactos, y estos se han encontrado a lo largo de la costa del Pacífico incluso a 400 km del volcán con data de antigüedad del 5610 a. C., lo que afirma que para esa fecha estaba inactivo el volcán. El Gobierno de Chile se interesó por conocer y explorar la zona costera de Chiloé Continental a mediados del siglo XIX con la colonización de Llanquihue, iniciada por Bernardo Philippi y Vicente Pérez Rosales en el año 1840, si bien ya existían visitas esporádicas de cortadores de alerce originarios de los archipiélagos de Calbuco y Chiloé, y fueron personas procedentes de esos mismos lugares quienes terminaron por asentarse en la provincia.
En mapas cartográficos y también por los lugareños era llamado Cerro Chaitén, siendo que el vulcanólogo Óscar González-Ferrán en su libro "Atlas de los volcanes de Chile" de 1994 afirmaba que en realidad el cerro era un volcán y lo bautizó con el nombre de la ciudad que está cercana a 10 km. El macizo, junto con otros sectores patagónicos, ha sido de gran interés de empresas mineras pues había yacimientos de minerales como oro, cobre y plata y han causado alarma en la comunidad pues no quieren que sean explotados por la alta contaminación que esto traería.

## Erupciones del volcán

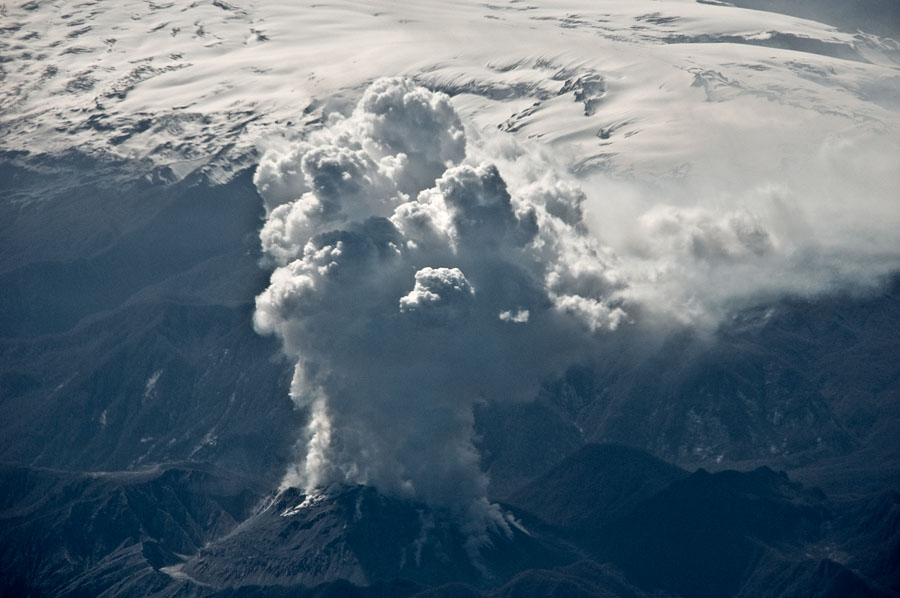
El volcán Chaitén visto desde un avión en 2008.

El primer registro histórico de erupciones del volcán es la ocurrida a partir del 2 de mayo de 2008. De acuerdo al Global Volcanism Program del Instituto Smithsoniano, los análisis geológicos datan un periodo de inactividad de más de 9 milenios, situando su erupción previa en el 7420 a d. C., con un margen de error de 75 años. Un estudio posterior del Servicio Nacional de Geología y Minería de Chile (Sernageomin) estimó que hacia fines del siglo XVII hubo una erupción similar a la de 2008.
Su última erupción en 2008 ha sido la de mayor magnitud en Chile desde la ocasionada por el volcán Quizapú en la Región del Maule ocurrida en 1932. Existe preocupación en los expertos por la cercanía del volcán con la falla geológica Liquiñe-Ofqui, la misma que se activó con el terremoto de Aysén de 2007, pues en el volcán Puyehue que también está en la falla se registran actividades subterráneas desde hace un año, lo que ha puesto en alerta a las autoridades ante futuros acontecimientos en la zona sur de Chile.

### Evacuación total de la zona de riesgo

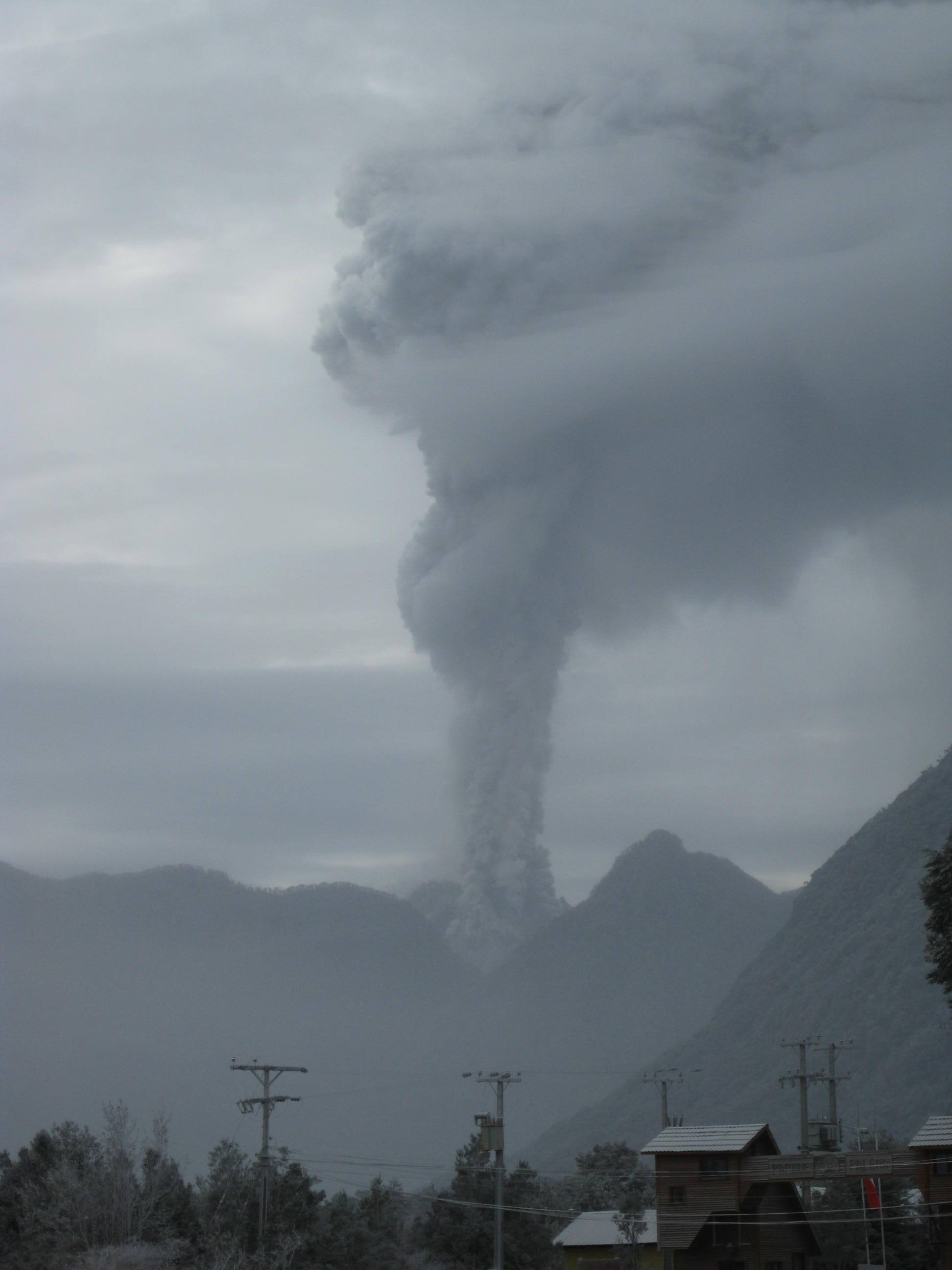
Columna eruptiva del volcán, vista desde la ciudad de Chaitén.

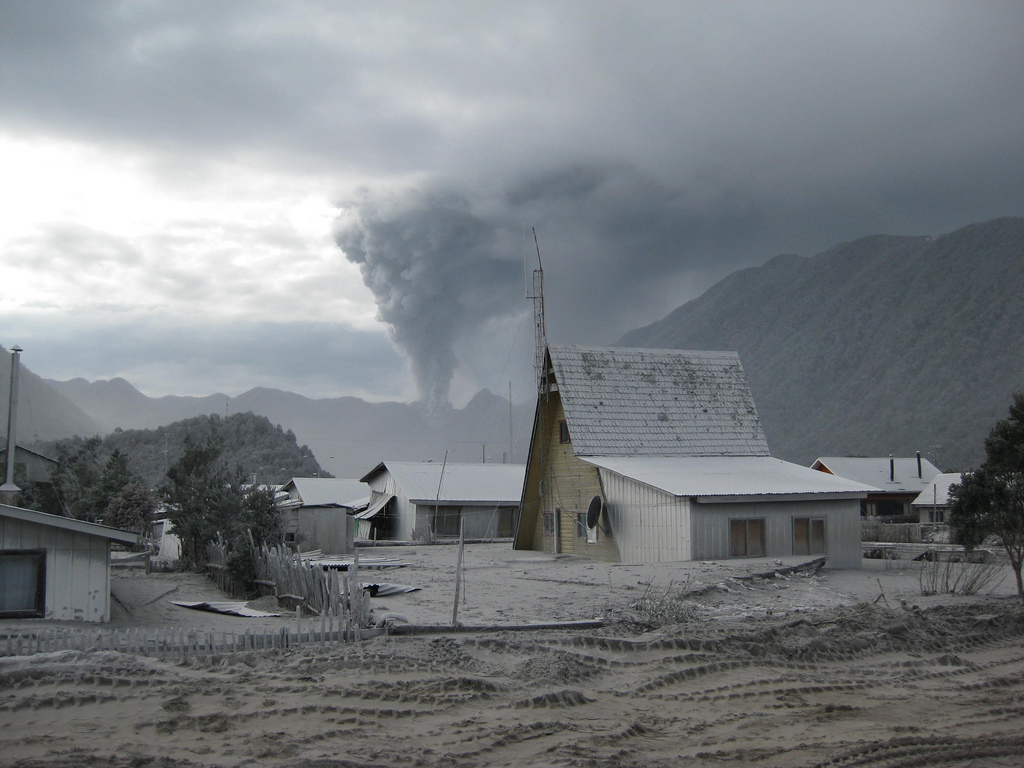
En la imagen se muestra a la ciudad cubierta de ceniza volcánica y al fondo se observa el volcán.

El 17 de abril, cerca de las 8.45 (UTC-4), se produjo un segundo periodo de actividad eruptiva informando que los dos primeros focos de emanación que existían en el cráter se habían unido, formando uno mayor que según cálculos preliminares mediría 800 m de diámetro, aumentando la expulsión de ceniza y llegando además de seguir complicando a las localidades cordilleranas. La pluma de ceniza llegó en la tarde hasta la ciudad de Viedma, en las costas del mar Argentino, debiendo suspender clases y toda actividad en el sector sur de la provincia de Río Negro. Con la aparición de vientos norte las cenizas se esparcieron por gran parte del sur argentino, y los vientos con ceniza llegaron a Buenos Aires, la capital argentina, al día siguiente. Por esto, varias empresas aéreas como American Airlines y United Airlines resolvieron suspender sus vuelos con escalas en la capital argentina ya que las cenizas se encontraban suspendidas a 3.500 m de altura.

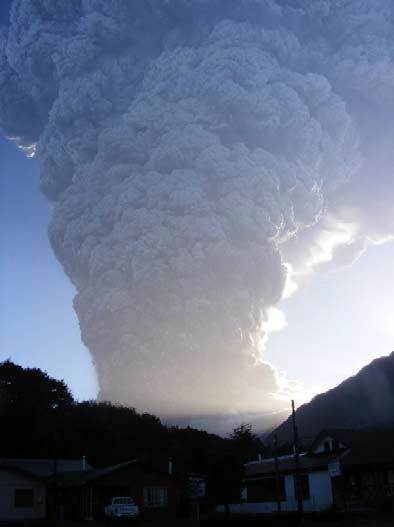
Erupción del volcán Chaitén de 2008

Con el objeto de agilizar el proceso de evacuación y evitar víctimas fatales producto de la actividad volcánica, el gobierno de Chile, de Michelle Bachelet, interpuso ante la Corte de Apelaciones de Puerto Montt un recurso de protección. Y esto se logró el 8 de mayo pues una nueva erupción ocurrida en las primeras horas movilizó la evacuación forzosa de los últimos que quedaban en un radio de 30 km del volcán, nuevamente la columna eruptiva se elevó sobre los 40 km, sumando luego 20 km formando un radio de 50 km de área de seguridad, trasladándolos a un internado que sirve como albergue en la Villa Santa Lucía, ubicada a 77 km al sur de Chaitén, y cerraron los caminos a la zona de riesgo prohibiendo el paso por seguridad.
El volcán mantuvo su actividad desde la evacuación total. El 12 de mayo, un vulcanólogo del Observatorio Vulcanológico de los Andes del Sur (Ovdas) detectó un tercer cráter en la caldera del Chaitén, mientras en Argentina se suspenden vuelos hacia el sur por el nivel de ceniza presente en el ambiente.

### Erupción de febrero de 2009

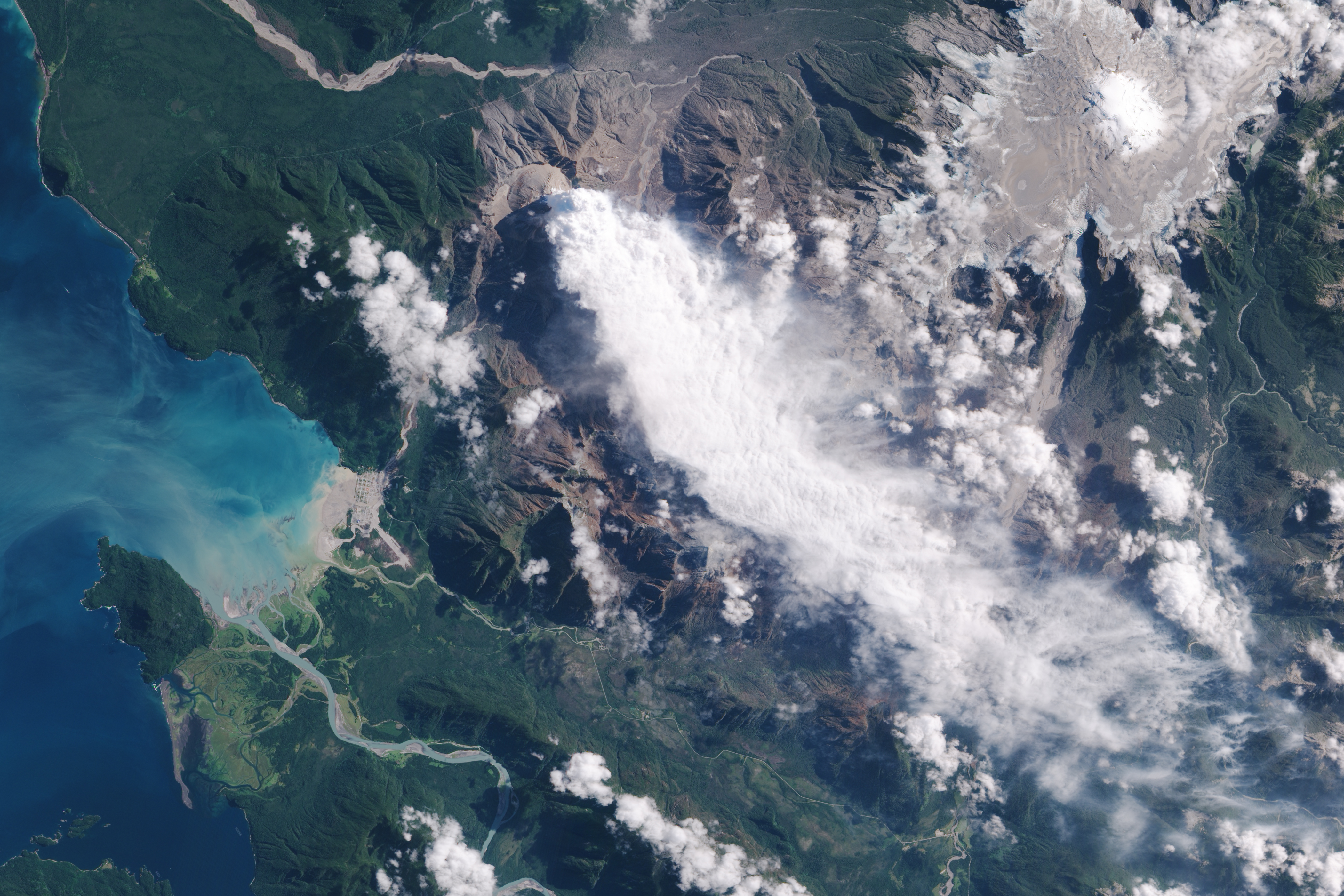
Imagen de la pluma de cenizas vista desde el espacio el 6 de marzo de 2009.

El 18 de febrero de 2009, el nuevo domo que se formó en el cráter del volcán explotó por su lado sur, y provocó una grieta de más de un kilómetro. Desde allí salió gran cantidad de gases, cenizas y piroclastos que llegaron a solo cuatro kilómetros de Chaitén, donde también hay construcciones aisladas, y al río Blanco, el cual experimentó una crecida parcial. Durante la explosión del 19 de febrero se movilizaron 30 millones de toneladas de material, bajando los residuos al valle a cerca de 200 km/h y a 500 °C. Antes, ya se habían registrado colapsos al norte y al este. 
Estas erupciones eran laterales, correspondientes a flujos de piroclasto que bajaban por el valle, que si bien eran constantes tenían diferentes grados de intensidad, pese a que se pensó que las paredes del domo podrían ceder, generando un aluvión a través de los cursos de agua que sepultaría Chaitén, esto finalmente no ocurrió. Por otro lado, geofísicos de la Universidad de Tarapacá constataron emanaciones de vapor en la parte media del río Chaitén, y afirmaron que es imposible volver a vivir en la ciudad, pues habría un riesgo importante de ocurrencia de lluvia ácida.
En los meses siguientes, el volcán comenzó a disminuir su actividad eruptiva, aunque SERNAGEOMIN mantuvo la alerta roja. Recién en junio de 2009, ante el descenso de la actividad sísmica y fumarólica del macizo, esta institución disminuyó el nivel de alerta por primera vez a alerta amarilla nivel 4, producto de que es un volcán impredecible que sigue con actividad a nivel sistémico pero baja, que podría generar posibles flujos piroclásticos y lahares.

### Víctimas y daños

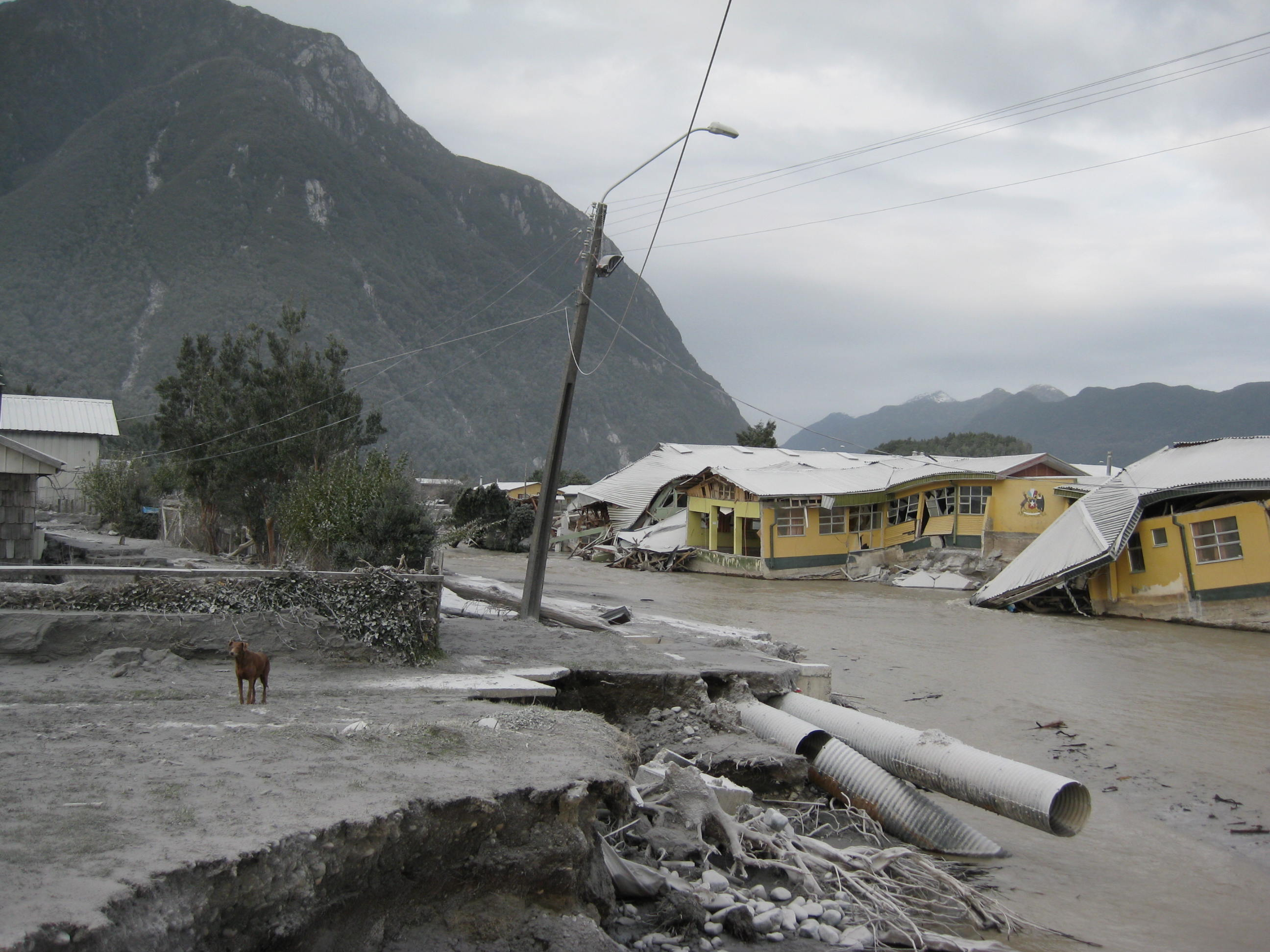
Liceo Italia de Chaitén destruido por el desborde del río Blanco.

A la fecha, la única víctima relacionada con estos hechos ha sido una anciana de 92 años perteneciente al asilo de la ciudad, quien murió en uno de los transbordadores mientras era trasladada a Puerto Montt a causa de una enfermedad que padecía.
Otros perjudicados han sido más de 20.000 animales que quedaron en la zona de riesgo y sectores como Futaleufú (hacia donde se dirigen las cenizas); principalmente vacunos y ovinos, y otros como aves de corral, perros y gatos que no pudieron ser trasladados y estuvieron sin alimentos ni agua limpia para beber, además de la ceniza que cae sobre ellos.
Ha habido traslados de animales hacia la región de Aysén y zonas fuera de peligro buscando salvarlos de la contaminación del volcán. Algunos vecinos que se quedaron en Chaitén han intentado ayudar a los perros que vagan por las calles pero han tenido problemas pues se vuelven agresivos en su búsqueda de comida. Se informó el envío de veterinarios y estudiantes de veterinaria a la zona para analizar a estos animales a partir de una campaña iniciada por una agrupación protectora de animales de Puerto Montt, aunque se habla de que el ganado no estará apto para el consumo humano, por la contaminación de su organismo con la ceniza que han ingerido junto al pasto, agua y el aire. [cita requerida]
Con la herramienta legal que insistía en despoblar el área de riesgo de 50 km alrededor del volcán, grupos proanimal han insistido a las autoridades para que sean enviados a la zona y así salvar a la mayor cantidad de animales posibles, preferentemente perros y gatos de pobladores de la zona que han entregado a estos grupos las llaves de sus casas, así como ayudar en lo posible a los otros animales.
También existe preocupación por parte de pescadores de la zona, pues los materiales y las cenizas del volcán que han caído en aguas marinas del Golfo de Corcovado han contaminados diversas áreas de pesca, lo que afectará sus futuros laborales.
En el 2009 se decidió que Chaitén no sería reconstruida sino reubicada en la zona de Santa Bárbara, pueblo ubicado al norte del volcán, pero finalmente, en diciembre de 2010, se dio marcha atrás a ese proyecto. Chaitén fue reconstruida en su zona norte, y continúa siendo la capital provincial.